# Bestla (mythologie)
Bestla (Oudnoords "Bastleverancierster") was in de Noordse mythologie een oerreuzin en taxushoutgodin, de dochter van Bölthorn (Hávamál, 141), de vrouw van Borr die hem drie zonen schonk, namelijk Odin, Vili en Ve (Gylfaginning, 6). Daardoor is zij de oermoeder van de godheden (Bellinger, 1997, S. 75). 

Deze drie zonen zouden de wereld scheppen uit het lichaam van Ymir.
Bestla wordt in veel overleveringen ook als dochter van Búri beschouwd, niet van Bolthorn, en zelfs was zij Borrs zuster en tegelijk zijn gemalin, wat in de Noordse mythologie geen zeldzaamheid is.